# Primeras Impresiones
Primeras Impresiones es una banda de punk rock argentina liderada por Sabrina Sabrok.

## Historia
Primeras Impresiones se formó en el año de 1996 en Argentina, integrada primeramente por Sabrina Sabrok y Rober en los teclados, en un toque de música punk con letras en doble sentido, con presentaciones sadomasoquistas realizadas por sabrina.
En septiembre de 1997 fueron teloneros de Marilyn Manson en el estadio Vélez en la Argentina ante más de 5000 personas presentes. Para el año siguiente se unen al grupo nuevos integrantes: FLK en la batería, Lechuza en la guitarra, Gunner en el bajo, Scarecrow X en la guitarra y Smos-K en el bajo, realizando giras por Chile, Brasil y EUA, hasta llegar a México que es donde radican actualmente.

## Discografía
- 1997: Primeras Impresiones I (Producción independiente)
- 1998: Primeras Impresiones II (Producción independiente)
- 1999: Primeras Impresiones III (Producción independiente)
- 2001: Primeras Impresiones IV (Opción Sonica, México)
- 2002: Sodomizado Estas (Bakita/Ludell/Fonovisa)